# 天地神社
天地神社（てんちじんじゃ）は、静岡県田方郡函南町平井地区に鎮座する神社。

## 概要
平井地区の北部、JR函南駅から下ってくる県道135号と、県道11号（熱函道路）が合流する部分の南方に鎮座している。
式内社である阿米都瀬気多知命神社（あめつせけたちのみことじんじゃ）の論社となっている。
境内にある大きなクスノキ（樟）が、県指定の天然記念物になっている。

## 祭神
- 天津彦火瓊瓊杵命

## 境内
- クスノキ（樟） - 県指定天然記念物[3]。

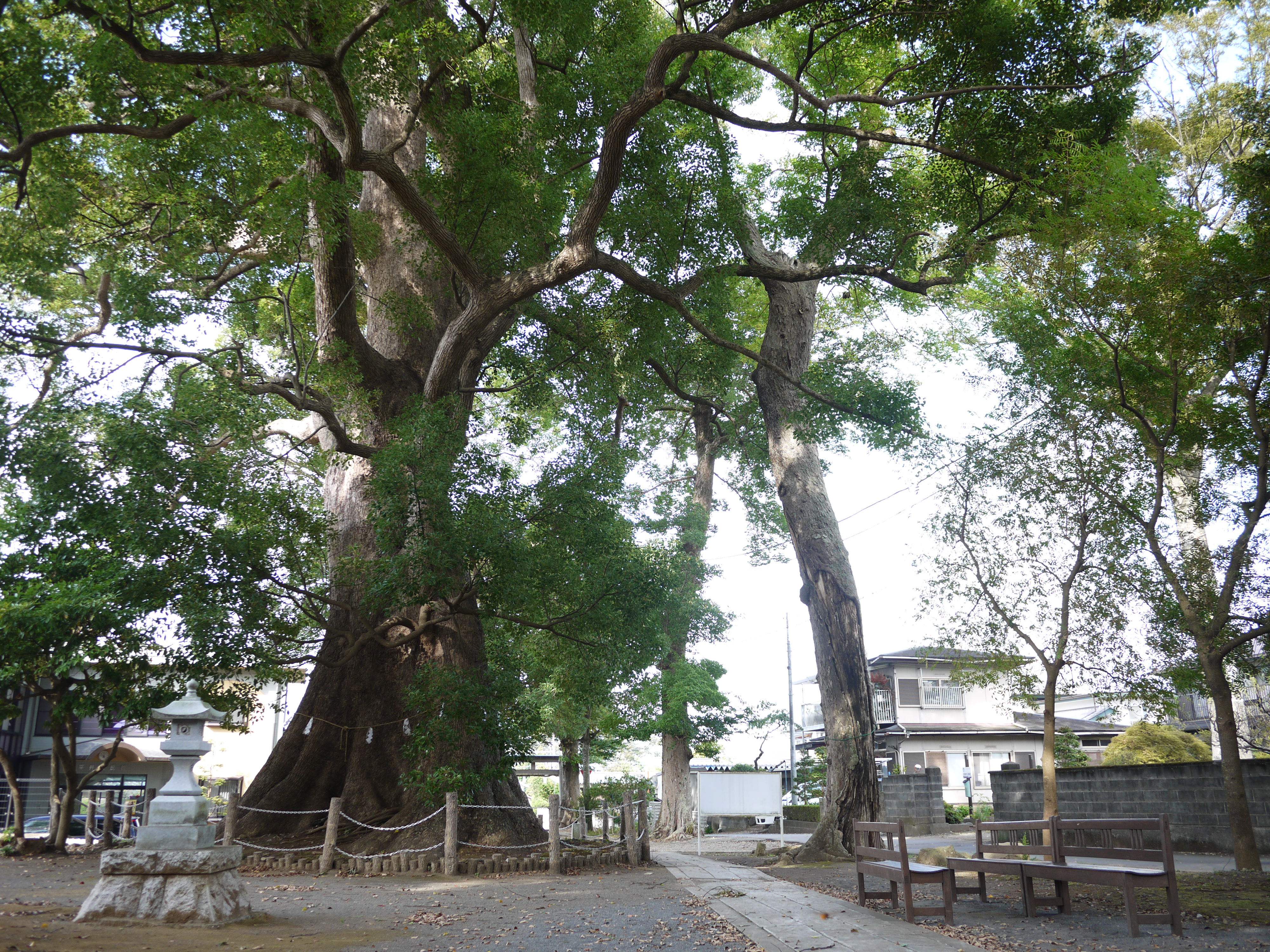
クスノキ（樟）